# 모로호

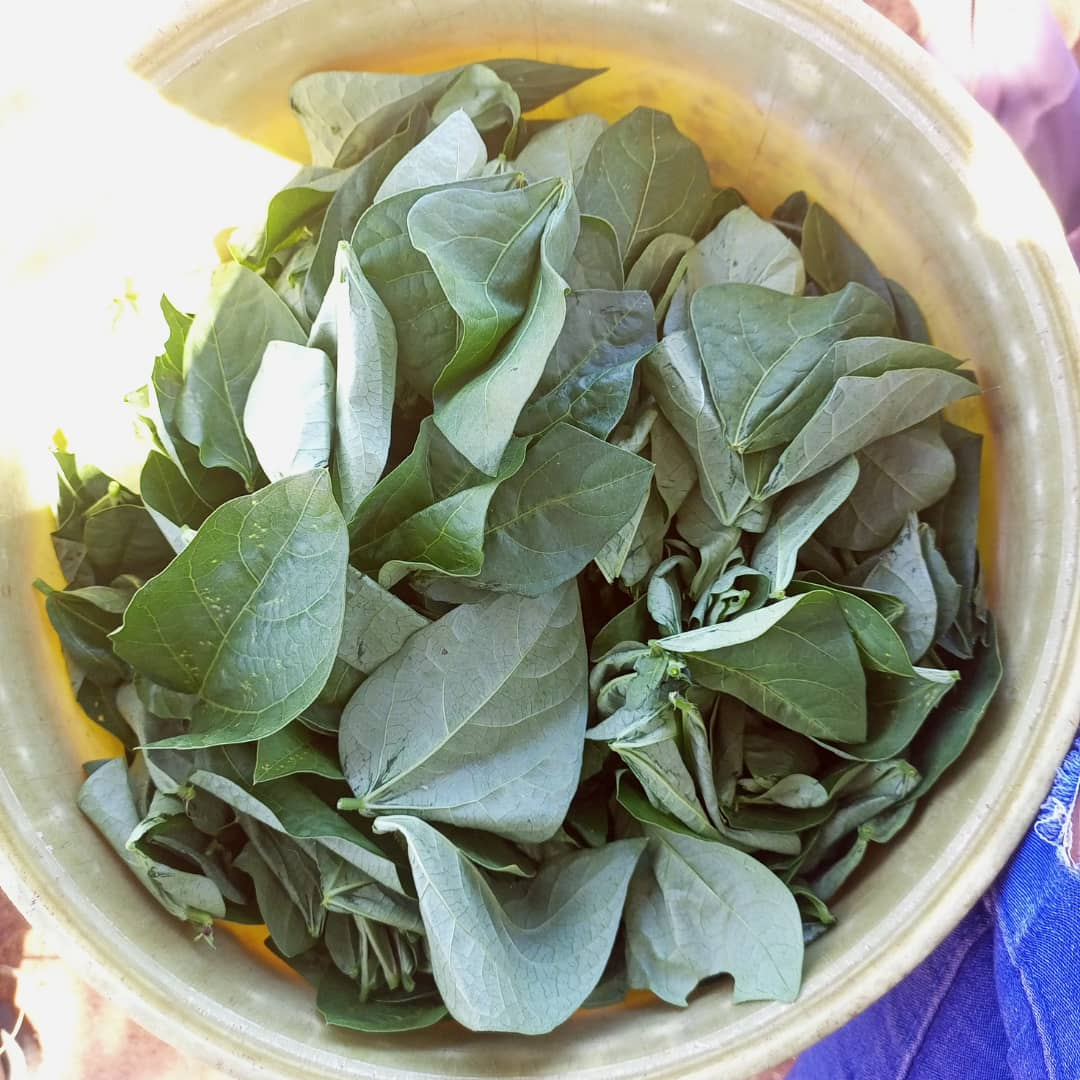
모로호

모로호(소토어: moroho)는 남아프리카 지역에서 널리 먹는 잎채소다. 주로 툰베리비름(A. thunbergii)과 가시비름(A. spinosus) 등 몇몇 비름속(Amaranthus) 식물을 일컬으며, 아프리카시금치로 불리기도 한다. 옥수수 등 주식 작물 옆에서 재배할 수 있으며, 성장 속도가 빠르고 가뭄에 강하다. 꽃이 피기 전에 잎을 따서 먹는다.

## 이름
- 마로흐(아프리칸스어: marôg)
- 머스브리어디(아프리칸스어: misbredie)
- 모로호(소토어: moroho, 츠와나어: morogo)
- 움비드보(스와티어: umbhidvo)
- 이미피노(줄루어: imifino)
- 피그위드(영어: pigweed)
- 하네캄(아프리칸스어: hanekam)

## 같이 보기
- 말라바시금치
- 브레드
- 칼랄루